# 施連奴
施連奴（葡語：Adelino Da Sliva），中葡混血儿，出生于澳门，從事创作跳舞歌手及音乐制作。

## 簡介
施連奴从便15岁开始了歌唱生涯，16岁时曾參加由澳广视举办的歌唱比赛《sing擂台》，並获得第一季度总季军，之后开始得到更多商演机会。他亦於2010年參加香港电视台亚视举办的歌唱比赛《亚洲星光大道2》，最後勇闯9强止步。他亦是澳门历介大型音乐颁奖典礼《澳廣視至愛新聽力頒獎音樂會》中年纪最小的金奖得主。2015年底开始踏入影视圈做演员，正式拍了第一部电影《赏金恋人》。2016年參加在爱奇艺年度最力推的综艺节目《十三亿分贝》，得到汪涵和撒贝宁的赏识，成功地代表澳门歌手在内地展开新的里程碑。其后联合内地团队在澳门合拍人生第一部偶像剧《神精学妹》，並為剧集片尾曲《Leave Again》進行作曲、填詞及演唱。
《Leave Again》旋即在內地引起了極大的迴響，更紛紛於QQ音樂、酷狗音樂、虾米音乐、百度音樂、KK BOX等平台上線，而施連奴亦成功因歌曲而人气急升 ，《Leave Again》可說是施連奴的代表作。該歌曲亦榮登「中國校園原創榜榜單排名第八期」的第一位及「VIP音樂榜」第十位，為施連奴首次擠身首十位。最終，施連奴憑藉該歌曲於2019年《澳廣視至愛新聽力頒獎音樂會》上橫掃四個大獎成為大贏家。

## 音樂作品

### 專輯
| 專輯 | 專輯資料                                          | 曲目           |
| ---- | ------------------------------------------------- | -------------- |
| 1st  | 首張個人專輯《Hey Girl》 - 發行日期：2017年7月    | 1. Hey Girl    |
| 1st  | 首張個人專輯《Leave Again》 - 發行日期：2017年9月 | 1. Leave Again |

### 單曲
- 2013年：《跳出光芒》
- 2013年：《Hey Girl》
- 2014年：《You Can Feel My Heart》（ft.）
- 2014年：《Wake Up》
- 2014年：《GIVE ME FIVE》 （与古卓文、蘇耀光、程文政、羅凱瑩、馬曼莉、歐陽日華、馮惠雅、伽納）
- 2015年：《大同》（群星合唱）
- 2015年：《神采飛羊》 （群星合唱）
- 2015年：《Party Love》（ft.）
- 2016年：《I'm love In It》
- 2017年：《數字人生》（與冯惠雅）
- 2017年：《Inspire My life》（ft.）
- 2017年：《Leave Again》

### 作曲／填詞
- 2013年：施連奴－《Hey Girl》（作曲、填詞）
- 2013年：馮惠雅－《說再見》（作曲、填詞）
- 2014年：馮惠雅－《You Can Feel My Heart》（作曲、填詞）
- 2014年：施連奴－《Wake Up》（作曲）
- 2016年：馮惠雅－《I Can't Be Lonely》（作曲、編曲）
- 2017年：施連奴－《Leave Again》（作曲、填詞）

## 比赛历程

### 亞洲星光大道2
| 日期          | 主題                             | 分數 | 排名 | 結果         |
| ------------- | -------------------------------- | ---- | ---- | ------------ |
| 2010年1月3日  | 人生當中的第一首歌               | 55.7 | 6    | 晉級         |
| 2010年1月10日 | 人生當中的第一首歌               | 55.7 | 6    | 晉級         |
| 2010年1月17日 | 一首歌，二人唱                   | 56.2 | 5    | 晉級         |
| 2010年1月24日 | 一首歌，二人唱                   | 56.2 | 5    | 晉級         |
| 2010年1月31日 | 合唱歌對戰                       | 55   | 6    | 晉級         |
| 2010年2月7日  | 冠軍歌對決                       | 54.2 | 6    | 晉級         |
| 2010年2月14日 | 冧情歌                           | 49.8 | 13   | 晉級         |
| 2010年2月21日 | 冧情歌                           | 49.8 | 13   | 晉級         |
| 2010年2月28日 | 評判指定曲                       | 63.6 | 6    | 晉級         |
| 2010年3月7日  | 評判指定曲                       | 63.6 | 6    | 晉級         |
| 2010年3月14日 | 八十後歌曲                       | 61.4 | 7    | 晉級         |
| 2010年3月28日 | 男歌女唱‧女歌男唱                | 59.8 | 12   | 晉級         |
| 2010年4月4日  | 超偶聯軍踢館賽：一首歌，一個故事 | 68.4 | 9    | 進入淘汰賽   |
| 2010年4月11日 | 超偶聯軍踢館賽：一首歌，一個故事 | 61.9 | 2    | 淘汰（十強） |
| 2010年5月10日 | 敗部復活賽                       | 63.6 | 3    | 復活失敗     |

## 演出作品

### 電影
- 2017年：《赏金恋人》
- 2017年：《望洋殺機》

### 電視劇
| 年份   | 名稱         | 飾演 | 地區/頻道    | 合作演員       |
| ------ | ------------ | ---- | ------------ | -------------- |
| 2017年 | 《神精學妹》 | 安风 | 中国騰訊視頻 | 張靖宜、曾乙同 |

### 電視節目
- 2008年：《Sing擂台》（參賽者）（澳廣視）
- 2010年：《亞洲星光大道2》（參賽者）（亚洲电视）
- 2012年：《點唱好》（澳廣視）
- 2016年：《瑜樂非聞》（i-TV Media）
- 2016年：《十三亿分贝》（愛奇藝）
- 2016年：《麥王爭霸》（廣東電視台）
- 2016年：《熱鬧樂壇》（澳廣視）
- 2017年：《趣智中文科》（澳廣視）

## 獎項
- 2008年：《Sing擂台》－季軍
- 2013年：第11屆《澳廣視至愛新聽力頒獎音樂會》－最佳演繹奬、至愛歌曲奬、金曲獎（跳出光芒）
- 2014年：第12屆《澳廣視至愛新聽力頒獎音樂會》－至愛歌曲奬（Wake Up）
- 2015年：第13屆《澳廣視至愛新聽力頒獎音樂會》－至愛歌曲奬（Party Love）
- 2016年：第14屆《澳廣視至愛新聽力頒獎音樂會》－最佳演繹奬（I'm Love In It）
- 2018年：《澳!MV頒獎盛典》－最佳美術指導、最佳服裝指導（Inspire My life）
- 2019年：第17屆《澳廣視至愛新聽力頒獎音樂會》－最佳演繹奬、至愛歌曲奬、最佳作曲獎、金曲獎（Leave again）

## 外部連結
- 施連奴的新浪微博
- 施連奴instagram